# Kostaryka na Letnich Igrzyskach Olimpijskich 1992
Kostarykę na Letnich Igrzyskach Olimpijskich 1992 reprezentowało 16 zawodników: 11 mężczyzn i pięć kobiet. Był to 9 start reprezentacji Kostaryki na letnich igrzyskach olimpijskich. 

## Skład kadry

### Kajakarstwo górskie
Kobiety
- Gilda Montenegro - K-1 - 26. miejsce,

Mężczyźni
- Joaquin García - K-1 - 41. miejsce,
- Ferdinand Steinvorth - K-1 - 43. miejsce,
- Gabriel Álvarez - K-1 - 44. miejsce,

### Lekkoatletyka
Kobiety
- Zoila Stewart

bieg na 100 m - odpadła w eliminacjach,
bieg na 200 m - odpadła w eliminacjach,
bieg na 400 m - odpadła w ćwierćfinale,
- Vilma Peña - maraton - 33. miejsce,

Mężczyźni
- Henry Daley - bieg na 100 m - odpadł w eliminacjach,
- Randolph Foster

bieg na 200 m - odpadł w eliminacjach,
bieg na 400 m - odpadł w eliminacjach,
- José Luis Molina - bieg na 5000 m - odpadł w eliminacjach,
- Miguel Vargas - bieg na 10 000 m - odpadł w liminacjach,
- Luis López - maraton - 65. miejsce,
- Alex Foster - bieg na 400 m przez płotki - odpadł w eliminacjach,

### Łucznictwo
Kobiety
- Patricia Obregón - indywidualnie - 57. miejsce,

### Pływanie
Kobiety
- Silvia Poll

100 m stylem grzbietowym - 15. miejsce,
200 m stylem grzbietowym - 7. miejsce,

### Strzelectwo
- Alvaro Guardia - skeet - 51. miejsce,

### Szermierka
Mężczyźni
- Esteban Mullins - szabla indywidualnie - 39. miejsce,